# Герхард I фон Хайнсберг
Герхард I фон Хайнсберг (на немски: Gerhard I von Heinsberg; на латински: Gherardo de Heinsberche; † 1128/1129) е господар на Хайнсберг (1128 – 1129).

## Произход
Той е син на Госвин I (* 1058; † 1 април 1128), от 1085 г. господар на Хайнсберг, по-късно и на Фалкенбург, и съпругата му Ода фон Валбек († 1152), дъщеря на граф Зигфрид II фон Валбек в Нордтюринггау (ок. 1030 – ок. 1087). По-малкият му брат Госвин II фон Хайнсберг († сл. 1160/1170) е господар на Фалкенбург 1128/1166, от 1130 г. господар на Хайнсберг.

## Фамилия
Герхард I се жени ок. 1108/1114 г. за Ирмгард фон Пльотцкау (* 1085/1087; † 26 ноември 1153), вдовица на Лотар Удо III, граф на Щаде, маркграф на Нордмарк († 1106), дъщеря наследничка на граф Дитрих фон Пльотцкау и Матилда фон Валбек, наследничка на Валбек. Те имат децата:
- Зигфрид фон Хайнсберг († 30/31 май 1137, убит в битката при Бари)
- Ода (Уда) (* ок. 1108; † 1142/1147). омъжена за граф Зигфрид II фон Артленбург (+ ок. 1137)